# Cryptocentroides insignis
Cryptocentroides insignis är en fiskart som först beskrevs av Seale, 1910.  Cryptocentroides insignis ingår i släktet Cryptocentroides och familjen smörbultsfiskar. Inga underarter finns listade i Catalogue of Life.